# 玫瑰蝦
玫瑰蝦（學名： Neocaridina davidi var. red），又名火焰蝦或櫻花蝦以及櫻桃蝦，是來自台灣的一種淡水蝦，為黑殼蝦經人工繁殖之改良品種，其色為淺紅且成網紋，具觀賞價值。若其色為遍體深紅或酒紅者，則會賦以美名為極火蝦或烤漆蝦，但在觀賞水族市場上沒有清楚明確的分級標準，並非稱為極火蝦即有相同程度的品質。目前除紅色蝦系外，已改良出多色鮮豔的新米蝦，如藍、黃、橘、黑、綠、琉璃，深受水族小缸或水草缸玩家喜愛。
牠們喜歡乾淨的水，pH 6.5-8，水溫範圍攝氏14-29度，最適當水溫為攝氏22度。